# 7811 Чжаоцзючжан
7811 Чжаоцзючжан (7811 Zhaojiuzhang) — астероїд головного поясу, відкритий 23 лютого 1982 року.
Тіссеранів параметр щодо Юпітера — 3,331.
Названо на честь китайського геофізика Чжао Цзючжана(кит.: 趙九章, 1907 – 1968).